# CDONTS
CDONTS es un componente incluido en Windows NT server y Windows 2000 server. Este complemento facilita la creación y envío de mensajes de correo desde los scripts de aplicaciones Web, principalmente desde páginas ASP.  Se implementa como un componente COM y requiere un servidor SMTP instalado localmente para el envío de correo.  CDONTS desapareció en Windows Server 2003 en favor de un interface significativamente mejorado: CDOSYS (Collaboration Data Objects)